# کنتوود (میشیگان)
کنتوود، میشیگان (به انگلیسی: Kentwood, Michigan) یک شهر در ایالات متحده آمریکا با جمعیت ۴۸٬۷۰۷ نفر است که در میشیگان واقع شده‌است.